# Heart Dancing (あいらびゅ音頭)
「Heart Dancing（あいらびゅ音頭）」（ハート・ダンシング あいらびゅおんど）は、1984年4月21日に発売された角松敏生通算4作目のシングル。

## 解説
4作目のアルバム『AFTER 5 CLASH』と同日発売されたシングルで、タイトルの通り、盆踊りをテーマにした楽曲。太鼓のお囃子に始まり、打ち上がる花火の音で終わる一曲である。

## アートワーク
前述の通り『AFTER 5 CLASH』からの同日シングル・カットのため、アートワークは殆んどアルバムと同じだが、大きな違いとしてアルバム・ジャケットでは赤いハイヒールが踵部分しか描かれていないのに対し、本作のジャケットでは赤いハイヒールの全容が描かれている。
本作はジャケットの裏、歌詞カードの演奏時間表記に誤植があり、A面「Heart Dancing（あいらびゅ音頭）」とB面「Midnight Girl」の演奏時間がテレコに記されている。

## 収録曲

### Side A
1. Heart Dancing （あいらびゅ音頭）  –  (3:32)
角松敏生 作詞 · 作曲 · 編曲

### Side B
1. Midnight Girl  –  (4:30)
角松敏生 作詞 · 作曲 · 編曲

## クレジット
- 担当ディレクター：岡村右

## レコーディング・メンバー

### HEART DANCING（あいらびゅ音頭）
- Drums: NOBUO EGUCHI
- E.Bass: TOMOHITO AOKI
- E.Guitar: TOSHIKI KADOMATSU, TSUNEHIKO OHTA
- Key.&Synth.: YUZOH HAYASHI, YOSHIHIRO TOMONARI
- Latain: HIROYUKI ISO
- Synth.: JUN SATOH
- A.Sax solo: HIROYUKI ISO
- Chorus: KOMATTAMONDA SINGERS (KADOMAN, KOBARIN, URI-BOW, BOOCHIN, ANKOH, KUROICHIN, OHTAN, KEIBAR, O-HAYASHIN, IPOPAN, TOMON)
- A message to J.Yamamoto

### MIDNIGHT GIRL
- Drums: NOBUO EGUCHI
- E.Bass: TOMOHITO AOKI
- E.Guitar: TOSHIKI KADOMATSU
- Key.: YOSHIHIRO TOMONARI
- Synth.: JUN SATOH
- A.Sax solo: JAKE H.CONSEPTION (by Dear Heart)
- Chorus: TOSHIKI KADOMATSU, YURIE KOKUBU, YOSHIHIKO SHIRAISHI
- Dedicated to MIDORI=KAZU